# Vláda Jana Krzysztofa Bieleckého
Vláda Jana Krzysztofa Bieleckého byla od 12. ledna 1991 do 23. prosince 1991 vládou Polské republiky pod vedením Jana Krzysztofa Bieleckého, na jejíž činnosti se podílely strany Liberálně-demokratický kongres, Křesťansko-národní sjednocení, Dohoda středu a Demokratická strana. Vláda podala demisi po parlamentních volbách v roce 1991.

## Složení vlády
| Portfej                                                    | Ministr / člen vlády             | Strana    | Nástup do úřadu    | Odchod z úřadu     |
| ---------------------------------------------------------- | -------------------------------- | --------- | ------------------ | ------------------ |
| Předseda vlády                                             | Jan Krzysztof Bielecki           | KLD       | 4. ledna 1991      | 5. prosince 1991   |
| Místopředseda vlády Ministr financí                        | Leszek Balcerowicz               | nestraník | 12. ledna 1991     | 23. prosince 1991  |
| Ministr práce a sociálních věcí                            | Michał Boni                      | KLD       | 12. ledna 1991     | 23. prosince 1991  |
| Ministr spravedlnosti                                      | Wiesław Chrzanowski              | ZChN      | 12. ledna 1991     | 25. listopadu 1991 |
| Ministr spravedlnosti                                      | Andrzej Marcinkowski (úřadující) | nestraník | 25. listopadu 1991 | 23. prosince 1991  |
| Ministr bez portfeje, předseda Centrálního úřadu plánování | Jerzy Eysymontt                  | PC        | 12. ledna 1991     | 23. prosince 1991  |
| Ministr územního plánování a stavebnictví                  | Adam Glapiński                   | PC        | 12. ledna 1991     | 23. prosince 1991  |
| Ministr školství                                           | Robert Głębocki                  | KLD       | 12. ledna 1991     | 23. prosince 1991  |
| Ministr životního prostředí, přírodních zdrojů a lesnictví | Maciej Nowicki                   | KLD       | 12. ledna 1991     | 23. prosince 1991  |
| Ministr národní obrany                                     | Piotr Kołodziejczyk              | nestraník | 12. ledna 1991     | 23. prosince 1991  |
| Ministr privatizace                                        | Janusz Lewandowski               | KLD       | 12. ledna 1991     | 23. prosince 1991  |
| Ministr zahraniční hospodářské spolupráce                  | Dariusz Ledworowski              | KLD       | 12. ledna 1991     | 23. prosince 1991  |
| Ministr vnitra                                             | Henryk Majewski                  | KLD       | 12. ledna 1991     | 23. prosince 1991  |
| Ministr kultury a umění                                    | Marek Rostworowski               | KLD       | 12. ledna 1991     | 23. prosince 1991  |
| Ministr zdravotnictví a sociální péče                      | Władysław Sidorowicz             | KLD       | 12. ledna 1991     | 23. prosince 1991  |
| Ministr zahraničí                                          | Krzysztof Skubiszewski           | nestraník | 12. ledna 1991     | 23. prosince 1991  |
| Ministr komunikací                                         | Jerzy Slezak                     | SD        | 12. ledna 1991     | 23. prosince 1991  |
| Ministr zemědělství a výživy                               | Adam Tański                      | nestraník | 12. ledna 1991     | 23. prosince 1991  |
| Ministr dopravy                                            | Ewaryst Waligórski               | KLD       | 12. ledna 1991     | 23. prosince 1991  |
| Ministr průmyslu                                           | Andrzej Zawiślak                 | KLD       | 12. ledna 1991     | 31. července 1991  |
| Ministr bez portfeje, šéf Úřadu vlády                      | Krzysztof Żabiński               | KLD       | 12. ledna 1991     | 23. prosince 1991  |
| Ministr vnitřního trhu                                     | Czesław Skowronek                | nestraník | 12. ledna 1991     | 31. července 1991  |
| Ministryně průmyslu a obchodu                              | Henryka Bochniarz                | nestraník | 31. srpna 1991     | 23. prosince 1991  |